# Hukwe Zawose
Hukwe Ubi Zawose (* 1940 in Bugiri im britischen Mandatsgebiet Tanganjika, heute Tansania; † 30. Dezember 2003) war ein afrikanischer Musiker in Tansania.

## Leben und Werk
Zawose hatte vier Ehefrauen und 15 Kinder. Er gehörte zum Volk der Wagogo aus der Region Dodoma und wurde in eine Künstlerfamilie hineingeboren, in der seit Generationen die traditionelle Musik der Wagogo vererbt wurde. Sein Vater Ubi Zawose, der bis zum Alter von über 100 Jahren auch in Bagamoyo lebte, war ein Meisterinstrumentalist und ein bekannter traditioneller Heiler.
Hukwe Zawose hütete als Kind die Kühe der Familie und sang dabei bei der Feldarbeit. Seine Stimme unterschied sich früh von denen der anderen auf den Feldern, sie war ein lautes, leidenschaftliches Rufen mit einem immensen Stimmumfang.
Zawose ging schon bald mit seinem Gesang auf Wanderschaft von Dorf zu Dorf, dazu spielte er die ilimba (ein Lamellophon), die Spießlaute zeze und die Längsflöte filimbi, zusammen mit Fußschellen (nguga). Zu den geschichtenerzählenden Liedern seiner Kultur dichtete und schrieb er zunehmend auch eigene Kompositionen.
Als der tansanische Staatspräsident Julius Nyerere Zawose in die Hauptstadt Dar es Salaam berief und später nach Bagamoyo an das dortige College of Arts, breitete sich sein Ruhm schnell über das ganze Land und über die Landesgrenzen hinaus aus.
In den 1970er und 1980er Jahren bereiste Zawose mit seiner Band und ihren Masken und Kostümen das ganze Land. 1996 erschien das erste Album Chibite (Real World) in den USA, eine Mischung aus Zawoses eigenen Liedern und traditionellen Kompositionen.
Der bekannte britische Musiker Peter Gabriel bezeichnete Zawose in Interviews als „einen der bedeutendsten traditionellen Künstler der Welt“ und veröffentlichte auf seinem Label Real World mehrere Solo- und Sampler-CDs mit Stücken von Zawose.
Mit dem Nationalensemble von Tansania, den Bagamoyo Players, trat Zawose unter anderem in Japan, Australien, der Volksrepublik China, den USA, England, Frankreich, Norwegen, Schweden, Finnland, Dänemark, Österreich, Spanien und Deutschland auf. Zwischen 1996 und 2000 nahm er in verschiedenen Ländern an sieben WOMAD-Weltmusik-Festivals teil.
Als „Master Musician“ unterrichtete Zawose viele Jahre lang Studenten an ilimba und zeze, in den letzten Jahren seines Lebens trat er auch als Heiler mentaler Krankheiten auf. Gleichzeitig engagierte er sich im Kampf gegen Aids und wirkte gemeinsam mit Musikern wie Papa Wemba und Youssou N’Dour an einem großen afrikanischen Aids-Musikprojekt zugunsten der Freddie-Mercury-Stiftung mit.
Er wirkte als Sänger und Mitautor des Liedes Forest an den Aufnahmen des Weltmusik-Kompilations-Albums mit dem Namen Big Blue Ball von Peter Gabriel und Karl Wallinger mit, das in den Jahren 1991, 1992 und 1995 in den Real World Studios aufgenommen wurde und 2008 erschien.
Für sein Lebenswerk wurde der charismatische Musiker 1998 mit dem ersten Ehrendoktortitel der staatlichen Musikhochschule Sibelius-Akademie in Finnland ausgezeichnet; außerdem erhielt er im Jahr 2002 den Zeze Award, die höchste Kulturauszeichnung Tansanias.
Zawose starb am 30. Dezember 2003 nach schwerer Krankheit.